# 黄道秀
黄道秀（1941年3月15日—），女，中共党员，北京政法学院（现中国政法大学）教授，博士生导师，被誉为“中俄法学交流第一人”。

## 生平
1962年毕业于四川外语学院俄罗斯语言文学系，被分配到北京政法学院担任教师，教授俄语公共课。期间自学法律，并开始翻译前苏联的法律著作。1988年至1989年在苏联喀山国立大学法律系进修法律。后在该校用俄语讲授中国法、中国历史和文化、苏维埃行政法等。
2011年获授俄罗斯联邦友谊勋章，表彰她为促进中俄两国法学交流做出的突出贡献。授勋仪式在伏尔加河沿岸城市下诺夫哥罗德举行，由时任总统梅德韦杰夫亲自授予。

## 主要作品
- 黄道秀（编译）. . 中国政法大学出版社. 1999年1月. ISBN 9787562017301.
- 黄道秀（编译）. . 俄罗斯法译丛. 北京大学出版社. 2007年11月. ISBN 9787301129098.
- 黄道秀（编译）. . 俄罗斯法译丛. 北京大学出版社. 2008年3月. ISBN 9787301135273.
- 黄道秀（编译）. . 中国政法大学出版社. 2015年6月. ISBN 9787562061021.